# Medaglia al merito partigiano
La medaglia al merito partigiano è un'onorificenza conferita dall'ANPI a comunità cittadine o personaggi ritenuti meritevoli di un riconoscimento ufficiale per la lotta di resistenza condotta contro il nazifascismo durante la seconda guerra mondiale.
Della decorazione esiste soltanto la versione in oro.

## Decorati
- Comune di Agliano Terme
- Comune di Villadossola
- Silvio Pasi